# Vilhelm Vajtling
Vilhelm Vajtling (nem. Wilhelm Weitling; Magdeburg, 5. oktobar 1808. - Njujork, 25. januar 1871) bio je nemački utopijski komunista proleterskog porekla i jedan od istaknutijih članova ranog radničkog pokreta.

## Biografija

#### Odrastanje
Vilhelm Vajtling rođen je 5. oktobra 1808. godine u Magdeburgu, od oca Francuza Gijoma Terižona i majke Nemice Kristine Vajtling. Vajtlingov otac je bio francuski oficir stacioniran u Pruskoj gde je i upoznao Vajtlingovu majku, koja je radila kao sobarica. Njegovi roditelji se nikada nisu venčali, a Gijom je poginuo na frontu kada je Vajtlingu bilo tek četiri godine za vreme Napoleonove invazije na Rusiju 1812. godine.
Vajtling je odrastao u siromaštvu i detinjstvo je proveo sporadično boraveći kod drugih ljudi dok je Kristina, sada samohrana majka, nalazile razne poslove da bi izdržavala sebe i dete. Uprkos nedostatku ozbiljnog obrazovanja, Vajtling je pohađao građansku školu i sa dvanaest godina je već uveliko marljivo izučavao Bibliju, u skladu sa svojim rimokatoličkim vaspitanjem. Tečno je govorio nemački i francuski, a kasnije u životu je naučio i engleski kao i osnove italijanskog jezika.
Učio je za krojački zanat, a sa osamnaest godina je postao kalfa. Godine 1830. našao je posao u Lajpcigu gde je počeo da se bavi politikom i pisanjem. U početku je pisao satirične pesme. Dve godine kasnije, 1832, Vajtling se nastanio u Drezdenu samo da bi se za dve godine, 1834, ponovo preselio i otišao u Beč gde je radio kao ženski krojač. Na jesen 1837. iz Beča se preselio u Pariz, koji je prvi put posetio 1835. da bi izučio zanat muškog krojača, gde je počeo ozbiljnije da se bavi politikom. Najveći utisak na Vajtlinga su ostavila dela Šarla Furijea, Roberta Ovena i Etjena Kabea.

#### Savez pravednika
Pariz je u to vreme brojao preko sto hiljada političkih izbeglica iz Nemačke, koje su 1834. osnovale svoju tajnu organizaciju nazvanu Savez progonjenih po uzoru na francusko tajno Društvo ljudskih prava. Samo godinu dana pošto je osnovano, nakon neuspelih pokušaja podizanja revolucije u Parizu i Lionu, Društvo ljudskih prava se raspalo, te su ga zamenile organizacije poput Društva porodica i Društva godišnjih doba pod rukovodstvom revolucionara Armanda Barbesa i Luja Blankija. Na sličan način je i Savez progonjenih postepeno postao Savez pravednika.
U tom udruženju Vajtling počinje svoj publicistički rad i izdaje svoje prvo delo - Čovečanstvo kakvo jeste i kakvo bi trebalo da bude (1838). Kako prenosi engleski istoričar Tristram Hant: nalik na svoje francuske pandane, Savez pravednika nalazio se pod jakim uticajem hrišćanskog socijaliste Lamnea, čije se delo Reči pravednika smatralo političkim programom organizacije. Međutim, unutar Saveza pravednika dolazi do raskola i zamiranja, iz kog potom nastaje prvi Savez komunista.

#### Emigracija u Švajcarsku
Usled raskola unutar Saveza pravednika, Vajtling emigrira u Švajcarsku 1841. godine. Tamo piše dva svoja najznačajnija dela: Garantije harmonije i slobode (1841) i Jevanđelje ubogog grešnika (1843). Na osnovu prospekata Jevanđelja ubogog grešnika, Vajtling je optužen za bogohuljenje i uhapšen od strane švajcarskih vlasti, a manuskript neobjavljenog dela mu je bio zaplenjen. Bio je osuđen na šest meseci zatvora i na doživotnu zabranu ulaska u Švajcarsku. Iste godine je bio izručen pruskoj policiji, te se vratio u Magdeburg.

#### Život u Americi
Po povratku u Nemačku, Vajtling ubrzo napušta Magdeburg i odlazi u Hamburg gde upoznaje pesnika Hajnriha Hajnea. 1844. se seli u London gde upoznaje Hermana Krigea, nemačkog komunistu koji se spremao da se preseli u SAD. U Briselu, tadašnjem centru Saveza komunista, se Vajtling upoznaje sa Marksom kao i s francuskim utopijskim komunistom, osnivačem laburističkog cionizma, Mozesom Hesom. Vajtlinga su privlačile ideje zasnivanja nove logike i kosmogonije, u kojoj bi Zemlja bila središte vasione (geocentrizam), a zanimao se i za pokušaje stvaranja jednog svetskog jezika.
Navedene oblasti nastavljaju da ga zanimaju i po njegovom dolasku u Njujork gde će, nakon neuspelog odlaska u Berlin 1848, početi da radi kao urednik lista Radnička republika (1850—1855.), nasledivši Krigea. Sve više i više se distancirajući od modernog radničkog pokreta, umire kao siromašni krojač i otac šestoro dece dana 25. januara 1871. u Njujorku.

## Uticaj
Neobičnost Vajtlingovog svetonazora ispoljava se njegovom sintezom hrišćanstva i komunizma. Zastupao je formu babefskog komunizma, s uticajem milenarijanskog, populističkog hrišćanstva, rane hrišćane je poistovećivao sa komunistima, Isusa Hrista nazivao ne samo komunistom, već i Marijinim vanbračnim detetom, potcenjivao je naučna otkrića, te zasluženo pridobio status ekscentrika u levičarskim krugovima. Bez obzira na to, njegova dela su hvalili veliki umovi ondašnjeg vremena poput Bruna Bauera, Ludviga Fojerbaha, Karla Marksa i Mihaila Bakunjina, a od podbadanja Eduarda Bernštajna ga je u svom delu Reforma ili revolucija branila i Roza Luksemburg. Veliki uticaj je ostavio na italijanskog marksistu Đana Maria Brava.